# Monoceros
Monoceros o el Unicornio es una constelación en el cielo nocturno invernal del hemisferio norte, rodeada por Orión al oeste, Géminis al norte, el Can Mayor al sur e Hydra hacia el este. Otras constelaciones limítrofes son el Can Menor, Lepus y Puppis. Su nombre significa «un cuerno», en griego monoceros (Μονόκερως) y en latín unicornus, y hace referencia a la bestia mitológica del unicornio.

## Características destacables

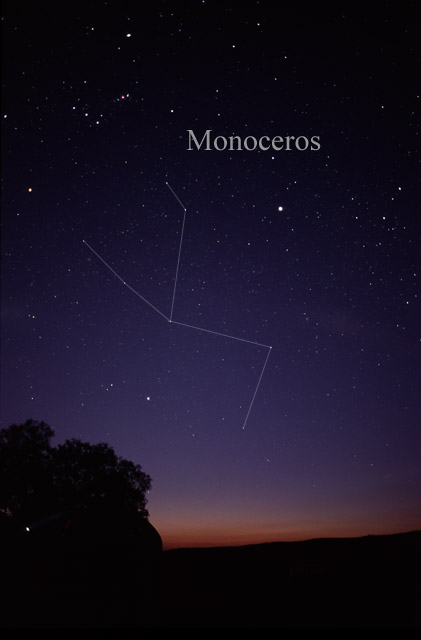
Constelación de Monoceros

La estrella más brillante de la constelación es α Monocerotis, una gigante amarillo-anaranjada de tipo espectral G9.5III diez veces más grande que el Sol situada a 144 años luz.
β Monocerotis constituye una estrella múltiple que puede ser resuelta con un pequeño telescopio. William Herschel descubrió su multiplicidad en 1781 y la describió como «una de las más bellas visiones en el cielo». Está integrada por tres estrellas blanco-azuladas casi idénticas, siendo el brillo conjunto del sistema (+3,74) superior al de α Monocerotis.
Distante unos 1000 años luz, ζ Monocerotis es una supergigante amarilla de tipo espectral G2Ib (donde la «b» indica que dentro de esta clase es de las menos luminosas) con una masa aproximada de 6,6 masas solares. También supergigante —aunque de tipo A0I— es 13 Monocerotis, cuya luminosidad es 17 000 veces superior a la del Sol.
La constelación contiene varias variables de gran interés. Así, S Monocerotis (15 Monocerotis) es un sistema binario masivo compuesto por dos estrellas muy calientes —de tipo espectral integrado O7V— con un período de 108 años en una órbita muy excéntrica (ε = 0,77).
En este sentido, la llamada Estrella de Plaskett (HD 47129) es uno de los sistemas binarios más masivos que se conocen: cada una de las componentes puede alcanzar una masa de más de 50 masas solares.
R Monocerotis es también una masiva pero muy joven estrella T Tauri que se halla situada en el extremo de la nebulosa mixta de emisión y reflexión NGC 2261, conocida también como «nebulosa variable de Hubble».
Asimismo, V700 Monocerotis (MWC 147) es una joven estrella Herbig Be que todavía no ha entrado en la secuencia principal y está en fase de acreción.
Por su parte, V838 Monocerotis es una supergigante roja que en 2002 sufrió un importante estallido cuyo origen no es bien conocido.
Monoceros cuenta con varias estrellas con planetas extrasolares: HD 52265 —llamada Citalá— es un análogo solar de tipo G0V con un planeta de masa igual o mayor a la de Júpiter, mientras que HD 46375 es una binaria, alrededor de cuya componente principal se mueve un planeta que completa su órbita cada 72,6 horas.
Cerca del límite con Can Mayor se localiza el cúmulo abierto M50, descubierto en 1772 por Charles Messier, aunque probablemente fue observado con anterioridad por el astrónomo italiano Giovanni Cassini; está situado a 2900 años luz de la Tierra y tiene una edad aproximada de 140 millones de años.
NGC 2232 es otro brillante cúmulo abierto centrado en la estrella de tipo B2V 10 Monocerotis. Se encuentra en el cinturón de Gould a una distancia de 1060 años luz.
La nebulosa Roseta —que recibe diversas designaciones NGC como 2237, 2238, 2239 y 2246— es una región HII grande y esférica. El cúmulo abierto NGC 2244 (Caldwell 50) está estrechamente asociado con esta nebulosa, habiéndose formado a partir del gas circundante hace solo unos pocos millones de años. Sus dos estrellas principales son de tipo espectral O.

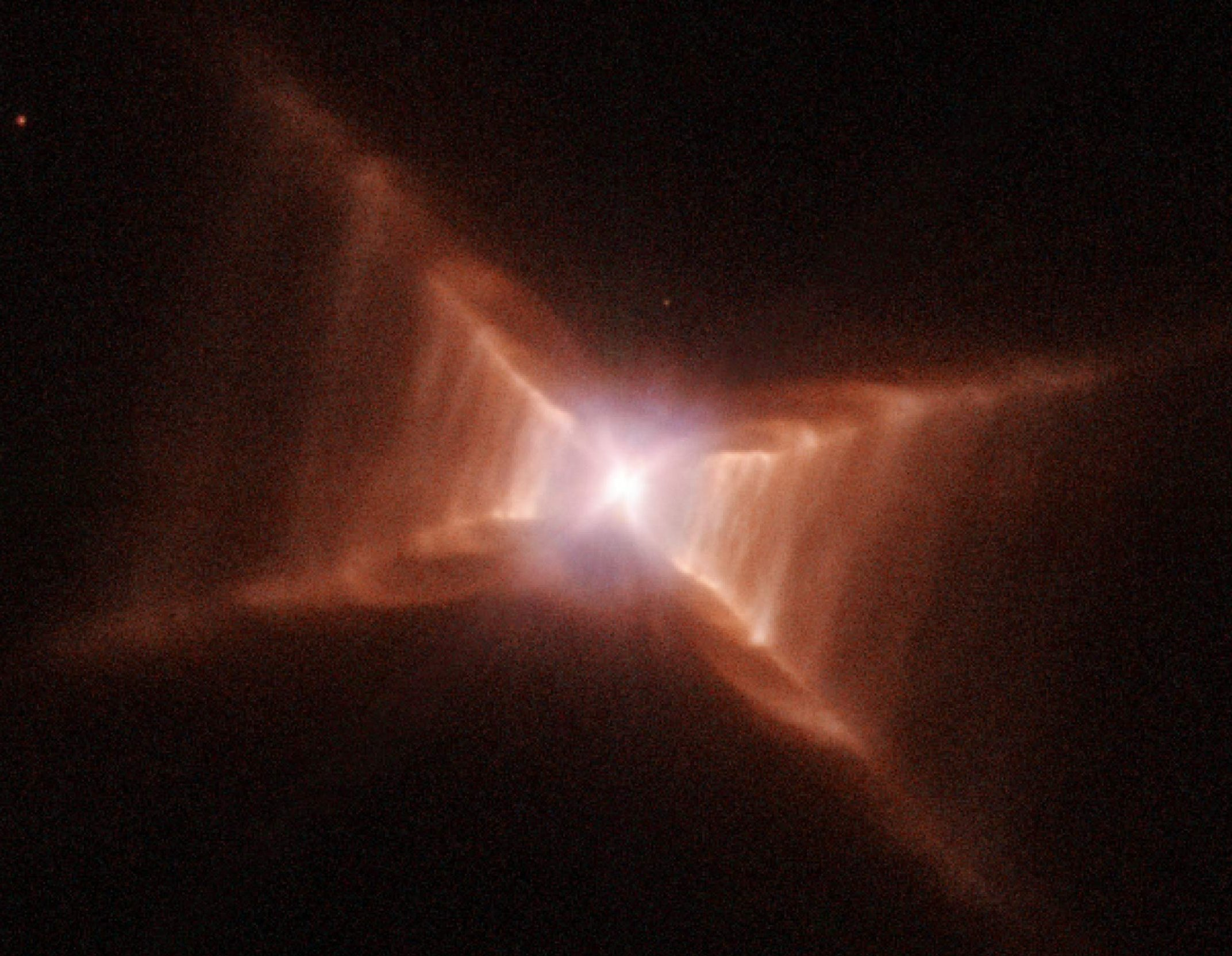
Imagen de la nebulosa Rectángulo Rojo obtenida con el telescopio Hubble

La denominación NGC 2264 comprende dos objetos diferentes: el cúmulo abierto conocido como cúmulo Árbol Navideño y la nebulosa del Cono.
El primero tiene una edad de solo 5,6 millones de años; la nebulosa tiene una longitud de siete años luz y se encuentra a una distancia de 2500 años luz.
NGC 2232 es un cúmulo abierto relativamente brillante. Distante 1075 años luz, tiene una edad aproximada de 50 millones de años y un contenido metálico doble que el solar ([Fe/H] = 0,32). Mucho más alejado, a 12 700 años luz, NGC 2506 es también otro cúmulo abierto que fue descubierto por William Herschel en 1791.
Igualmente encuadrada en Monoceros, NGC 2346 es una nebulosa planetaria informalmente conocida como nebulosa Mariposa. En su centro tiene una estrella binaria cuyo período orbital es de 16,00 ± 0,03 días.
Asimismo, la nebulosa Rectángulo Rojo es una protonebulosa planetaria así llamada por su forma característica y su aparente color desde la Tierra. Descubierta en 1973, en su centro se sitúa la estrella HD 44179, también binaria. Se encuentra aproximadamente a 2300 años luz de nosotros.
La nebulosa de Monoceros, llamada también bucle de Monoceros, es un antiguo resto de supernova con una edad comprendida entre 30 000 y 100 000 años. Tiene el diámetro angular más grande (220 minutos de arco) entre todos los restos de supernova de nuestra galaxia.

## Estrellas principales

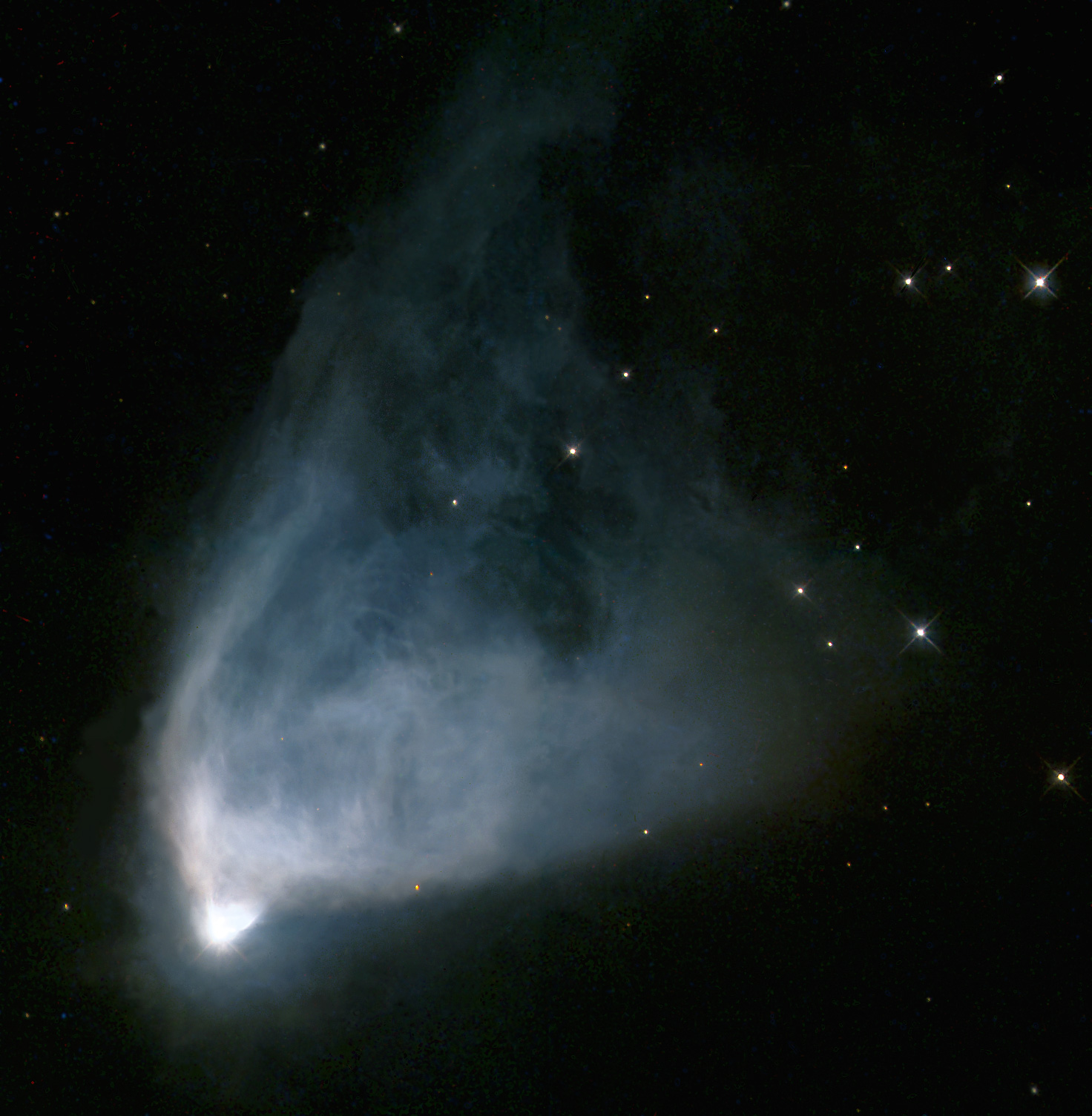
Nebulosa NGC 2261 iluminada por R Monocerotis, en la parte inferior de la imagen

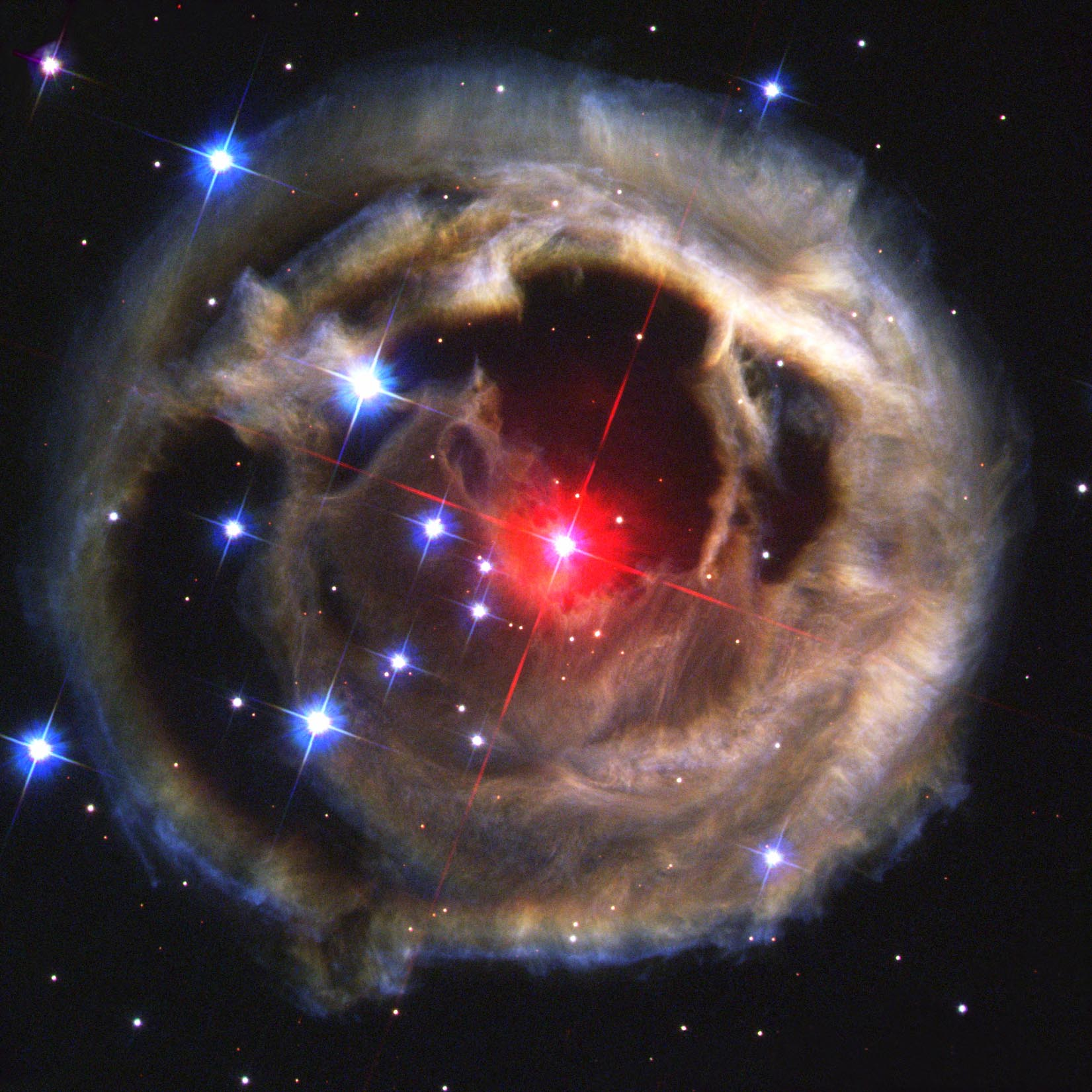
Imagen de V838 Monocerotis y su eco de luz obtenida por el telescopio espacial Hubble el 17 de diciembre de 2002 (NASA/ESA)

- α Monocerotis (Lucida / Ctesias), de magnitud visual 3,93, una estrella gigante amarillo-naranja a 144 años luz.
- β Monocerotis (Cerastes), impresionante sistema estelar triple formado por tres estrellas blanco-azuladas de magnitudes 4,7, 5,2 y 6,1, visibles con la ayuda de un pequeño telescopio.
- γ Monocerotis (Tempestris), de magnitud 3,98, también gigante naranja, pero mucho más alejada que α Monocerotis.
- δ Monocerotis (Kardegán), estrella blanca de la secuencia principal de magnitud 4,15.
- ε Monocerotis, estrella doble cuyas componentes, de magnitud 4,41 y 6,60, están separadas 12,1 segundos de arco.
- ζ Monocerotis, supergigante amarilla de magnitud 4,37.
- 3 Monocerotis, estrella binaria cuya componente principal es una gigante azul de magnitud 4,98.
- 13 Monocerotis, distante supergigante blanca 10 800 veces más luminosa que el Sol.
- 19 Monocerotis, variable Beta Cephei de magnitud 4,99, también llamada V637 Monocerotis.
- 20 Monocerotis, gigante naranja de magnitud 4,92.
- 25 Monocerotis, gigante blanco-amarilla de magnitud 5,14.
- 27 Monocerotis, gigante naranja de magnitud 4,94.
- 28 Monocerotis (V645 Monocerotis), gigante naranja de magnitud 4,69; es una variable FK Comae Berenices.
- R Monocerotis, estrella variable inmersa en una nube de materia, situada en el extremo sur de la nebulosa NGC 2261.
- S Monocerotis (15 Monocerotis), distante estrella azul que forma parte de NGC 2264.
- T Monocerotis, variable cefeida cuya magnitud varía entre 5,58 y 6,62 en un ciclo de 27 días.
- U Monocerotis, variable RV Tauri cuyo brillo varía entre magnitud 6,1 y 8,8.
- W Monocerotis, estrella de carbono de magnitud media 9,95; es una variable irregular.
- RV Monocerotis, variable semirregular, también estrella de carbono.
- DD Monocerotis, binaria eclipsante de magnitud 11,1.
- V700 Monocerotis (MWC 147), joven estrella Herbig Ae/Be de 500 000 años de edad.
- V715 Monocerotis, gigante luminosa azul de magnitud 6,15.
- V789 Monocerotis, estrella binaria compuesta por dos enanas naranjas con intensa actividad cromosférica.
- V838 Monocerotis, estrella que sufrió un gran estallido en 2002; está situada a unos 20 000 años luz de distancia.
- Estrella de Plaskett (HR 2422), uno de los sistemas binarios más masivos que se conocen.
- HD 45652, estrella de magnitud 8,13 que alberga un sistema planetario.
- HD 46375, estrella subgigante naranja con un planeta extrasolar de tipo «júpiter caliente».
- HD 50064, estrella hipergigante azul poco estudiada.
- HD 52265, enana amarilla análoga al Sol alrededor de la cual se ha descubierto un gigante gaseoso.
- Ross 614 (V577 Monocerotis), enana roja también en las cercanías del Sistema Solar.
- Gliese 250, estrella binaria a 28,4 años luz, compuesta por una enana naranja y una enana roja.

## Objetos de cielo profundo

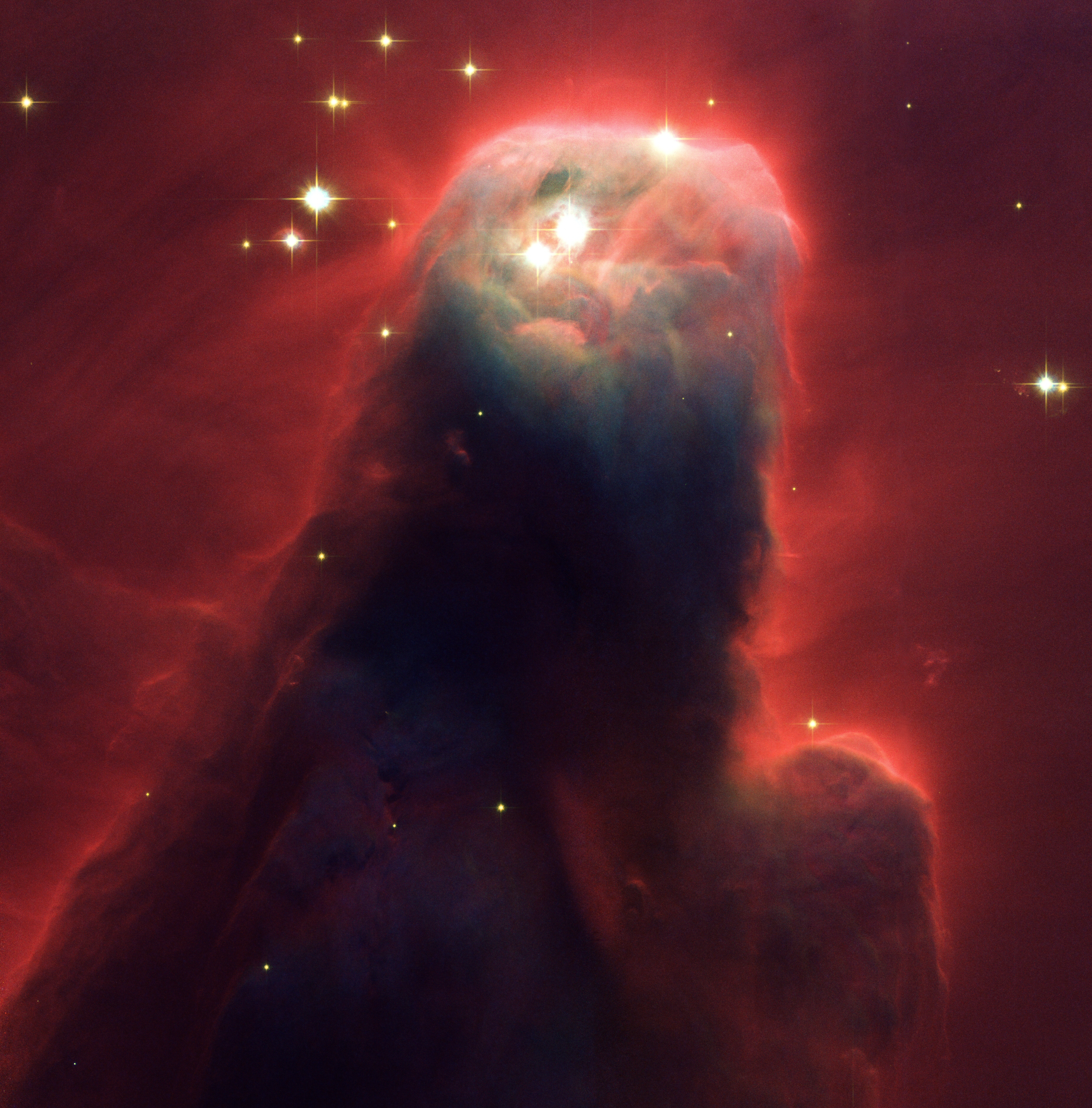
Imagen del telescopio Hubble de NGC 2264

- Cúmulo abierto M50, con una población estimada de 200 estrellas en el cuerpo principal, se encuentra a unos 2900 años luz del sistema solar.
- NGC 2232 es también un cúmulo abierto; con una veintena de estrellas, se encuentra a 1060 años luz. Otros cúmulos abiertos son NGC 2343, NGC 2349, NGC 2254 —distante 7100 años luz— y NGC 2506.
- Nebulosa Roseta (NGC 2237-9,46), una nebulosa difusa junto al cúmulo abierto NGC 2244, cuyas estrellas se han formado a partir del material de la nebulosa. La nebulosa, de más de 100 años luz de diámetro, posee muchos glóbulos de Bok en sus áreas oscuras.
- Nebulosa o bucle de Monoceros, resto de supernova antiguo adyacente a la nebulosa Roseta.
- Cúmulo Árbol Navideño y Nebulosa del Cono (NGC 2264), ambos objetos están asociados y se encuentran a unos 2500 años luz.
- NGC 2346, nebulosa planetaria en forma de mariposa. En el centro de esta nebulosa bipolar se sitúa una estrella binaria espectroscópica y la ionización proviene de la emisión ultravioleta de la estrella acompañante.
- Nebulosa Rectángulo Rojo (HD 44179), nebulosa protoplanetaria que al ser estudiada en detalle por el telescopio espacial Hubble muestra una compleja forma de aspa en vez de rectangular.

## Historia

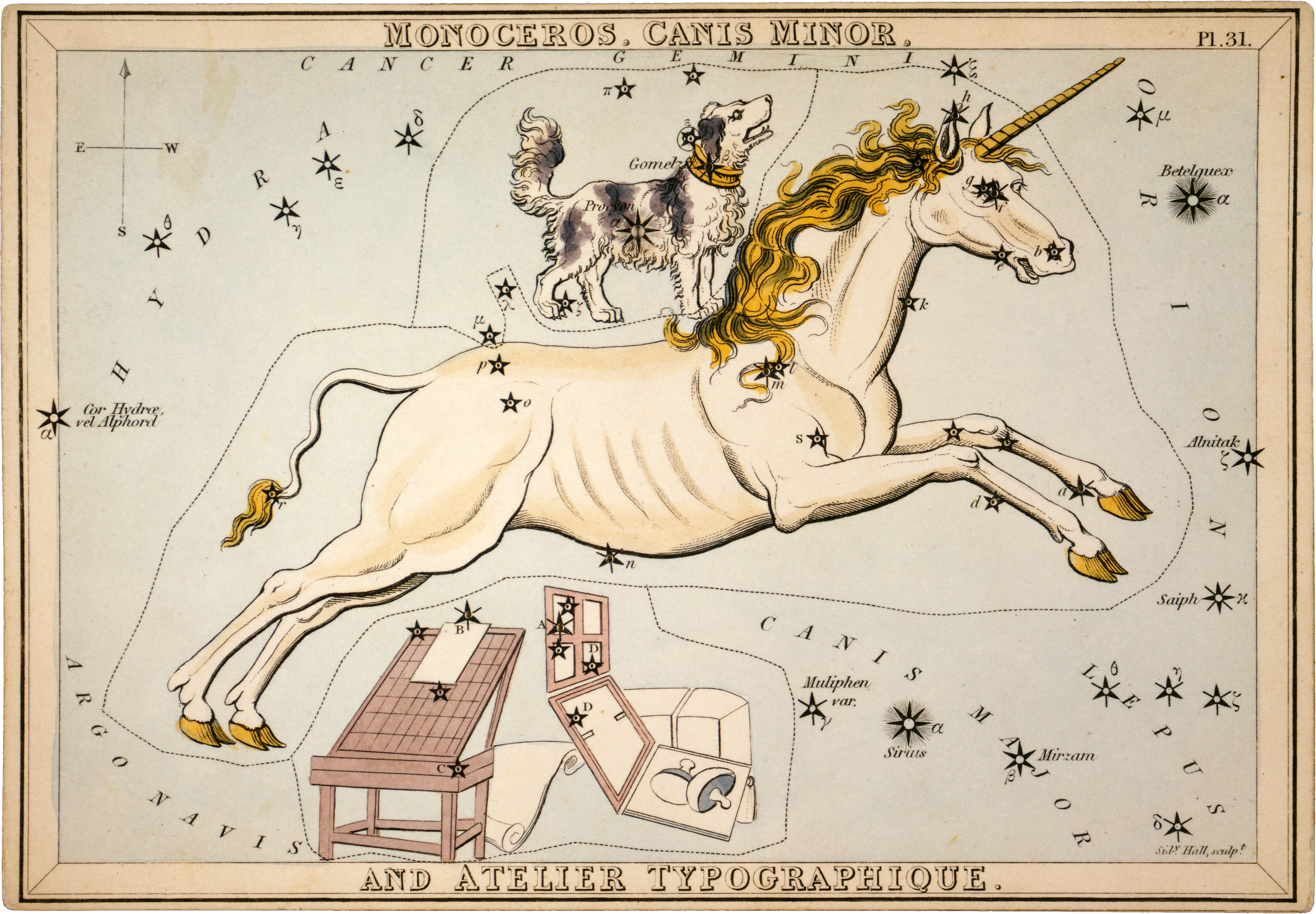
Ilustración de las constelaciones de Can Menor y Monoceros.

Monoceros es una constelación moderna, cuyo nombre se atribuye el astrónomo y teólogo neerlandés Petrus Plancius en 1613 y que fue registrada por Jakob Bartsch como Unicornio en su carta estelar de 1624. Sin embargo, Heinrich Wilhelm Olbers y Christian Ludwig Ideler indican que la constelación es  mucho más antigua, figurando como "el segundo caballo al sur de los Gemelos y el Cangrejo"  en escritos de 1564, y Joseph Justus Scaliger reseña haberla encontrado en una esfera de la antigua Persia.